# Associazione Calcio Monza 1927-1928
Questa voce raccoglie le informazioni riguardanti l'Associazione Calcio Monza nelle competizioni ufficiali della stagione 1927-1928.

## Stagione
È la seconda stagione che le gerarchie fasciste confermano il geometra Ernesto Crippa quale commissario straordinario.
Ceduto inm prestito alla Pro Patria la sua migliore punta Carlo Villa, il Monza attinge massicciamente alle squadre milanesi prendendo il valido Ermanno Missaglia, a lungo ricordato come regista e cannoniere dei biancocelesti degli anni venti prelevato dalla Juventus Italia con il compagno di squadra Luigi Besia. Rientra dalla Marelli il difensore Mario Antonioli.
Al termine della stagione, nel giugno 1928 il Monza si reca in Germania per disputarvi cinque partite amichevoli contro compagini tedesche. Questi i risultati delle gare disputate dalla squadra brianzola: Werder Brema-Monza 2-1, HSV Amburgo-Monza 4-5, Arminia Bielefeld-Monza 1-1, Hessen Kassel-Monza 2-6, Ludwigschafen-Monza 0-).

## Organigramma societario
Area direttiva
- Commissario straordinario: capomastro (geometra) Ernesto Crippa

Area organizzativa
- Segretario: ???

Commissione tecnica
- Componenti: Cereda, Passoni e Angelo Pozzi.

## Rosa
| N. |                   | Ruolo | Calciatore          |
| -- | ----------------- | ----- | ------------------- |
|    | Italia (bandiera) | C     | Antonio Andreoli    |
|    | Italia (bandiera) | C     | Mario Antonioli     |
|    | Italia (bandiera) | C     | Luigi Besia         |
|    | Italia (bandiera) | D     | Giacomo Bosco       |
|    | Italia (bandiera) | C     | Enrico Colombo (II) |
|    | Italia (bandiera) | D     | Luigi Colombo (I)   |
|    | Italia (bandiera) | A     | Angelo Ferraris     |
|    | Italia (bandiera) | A     | Francesco Fossati   |

| N. |                   | Ruolo | Calciatore        |
| -- | ----------------- | ----- | ----------------- |
|    | Italia (bandiera) | A     | Mario Genzini     |
|    | Italia (bandiera) | A     | Pietro Lorenzini  |
|    | Italia (bandiera) | A     | Ermanno Missaglia |
|    | Italia (bandiera) | C     | Mario Novella     |
|    | Italia (bandiera) | P     | Angelo Piffarerio |
|    | Italia (bandiera) | A     | Carlo Ratti       |
|    | Italia (bandiera) | A     | Carlo Rossi       |
|    | Italia (bandiera) | A     | Carlo Rovelli     |

## Risultati

### Girone di andata
| Arbitro: | Dall'Era (Brescia) |

|                                  |           |                                         |
| Baggiore 21’ (aut.) Andreoli 42’ | Marcatori | 17’ Scaramuzzi 78’ Seccatore 80’ Chiadò |

| Arbitro: | Galassi (Torino) |

|             |           |  |
| Gazzola 67’ | Marcatori |  |

| Valenza Po 9 ottobre 1927 3ª giornata | Valenzana              | 0 – 0 | Monza | Campo U.S. Valenzana\| Arbitro: \| Omodei Zorini (Novara) \| |
| Arbitro:                              | Omodei Zorini (Novara) |       |       |                                                              |

| Arbitro: | Guerrina (Alessandria) |

|                                        |           |              |
| Bosco 27’ (rig.) Rossi 66’ Genzini 69’ | Marcatori | 18’ Pianzola |

| Arbitro: | Lupini (Bergamo) |

|           |           |              |
| Cambi 10’ | Marcatori | 40’ C. Rossi |

| Arbitro: | Vedda (Vercelli) |

|              |           |              |
| Ferraris 34’ | Marcatori | 68’ Canavesi |

| Arbitro: | Barlassina (Novara) |

|                                |           |                    |
| Morando 62’ (rig.) Taverna 86’ | Marcatori | 51’, 70’ Missaglia |

| Arbitro: | Parodi (Genova) |

|              |           |               |
| Ferraris 20’ | Marcatori | 21’ Roncoroni |

| Asti 27 novembre 1927 9ª giornata | Astigiani         | 0 – 0 | Monza | Campo di Borgo San Lorenzo\| Arbitro: \| Melandri (Genova) \| |
| Arbitro:                          | Melandri (Genova) |       |       |                                                               |

### Girone di ritorno
| Arbitro: | Giulini (Lodi) |

|  |           |                    |
|  | Marcatori | 11’, 77’ Lorenzini |

| Arbitro: | Turbiani (Ferrara) |

|  |           |            |
|  | Marcatori | 73’ Povero |

| Arbitro: | Caldirola (Milano) |

|                                                                   |           |  |
| Missaglia 5’ Colombo II 12’ Genzini 44’ Lorenzini 59’ Fossati 68’ | Marcatori |  |

| Arbitro: | Bellini (Padova) |

|                                                  |           |  |
| Pianzola 12’, 52’ Quaglietti 33’ Chiaramello 80’ | Marcatori |  |

| Arbitro: | Sani (Ferrara) |

|                                     |           |               |
| Ferraris 15’, 35’ Ferraris 58’, 85’ | Marcatori | 70’ Staffetta |

| Arbitro: | Scorzoni (Bologna) |

|                                               |           |             |
| Canavesi 18’ Rossi 53’, 87’ (rig.) Severi 61’ | Marcatori | 90’ Fossati |

| Arbitro: | D'Alessandro (Vercelli) |

|                                      |           |                       |
| Fossati 32’ Ferraris 51’ Genzini 62’ | Marcatori | 70’ Leone 75’ Ferrari |

| Arbitro: | Merlo (Torino) |

|                                    |           |                  |
| A. Cetti 7’ (rig.) Agostinelli 18’ | Marcatori | 90’ (aut.) Lissi |

| Arbitro: | Pellacani (Lissone) |

|                                       |           |  |
| Lorenzini 20’, 67’ Missaglia 72’, 84’ | Marcatori |  |

## Statistiche

### Statistiche di squadra
| Competizione    | Punti | In casa | In casa | In casa | In casa | In casa | In casa | In trasferta | In trasferta | In trasferta | In trasferta | In trasferta | In trasferta | Totale | Totale | Totale | Totale | Totale | Totale | DR |
| Competizione    | Punti | G       | V       | N       | P       | Gf      | Gs      | G            | V            | N            | P            | Gf           | Gs           | G      | V      | N      | P      | Gf     | Gs     | DR |
| --------------- | ----- | ------- | ------- | ------- | ------- | ------- | ------- | ------------ | ------------ | ------------ | ------------ | ------------ | ------------ | ------ | ------ | ------ | ------ | ------ | ------ | -- |
| Prima Divisione | 18    | 9       | 5       | 2       | 2       | 23      | 10      | 9            | 1            | 4            | 4            | 7            | 14           | 18     | 6      | 6      | 6      | 30     | 24     | +6 |

### Statistiche dei giocatori
| Giocatore       | Prima Divisione | Prima Divisione |
| Giocatore       | Presenze        | Reti            |
| --------------- | --------------- | --------------- |
| A. Andreoli     | 7               | 1               |
| M. Antonioli    | 15              | 0               |
| L. Besia        | 3               | 0               |
| G. Bosco        | 16              | 1               |
| E. Colombo (II) | 18              | 1               |
| L. Colombo (I)  | 15              | 0               |
| A. Ferraris     | 18              | 7               |
| F. Fossati      | 16              | 3               |
| M. Genzini      | 14              | 3               |
| P. Lorenzini    | 11              | 5               |
| E. Missaglia    | 18              | 5               |
| M. Novella      | 15              | 0               |
| A. Piffarerio   | 18              | -24             |
| C. Ratti        | 2               | 0               |
| C. Rossi        | 11              | 2               |
| C. Rovelli      | 1               | 0               |

## Arrivi e partenze
| Acquisti | Acquisti          | Acquisti        | Acquisti   |
| -------- | ----------------- | --------------- | ---------- |
| A        | Mario Antonioli   | G.S. Marelli    | definitivo |
| C        | Luigi Besia       | Juventus Italia | definitivo |
| C        | Mario Genzini     | Crema           | definitivo |
| A        | Ermanno Missaglia | Juventus Italia | definitivo |
| A        | Carlo Ratti       | ???             | definitivo |
| A        | Carlo Rossi       | ???             | definitivo |

| Cessioni | Cessioni                  | Cessioni        | Cessioni      |
| -------- | ------------------------- | --------------- | ------------- |
| A        | Riccardo Avesani          | ???             | definitivo    |
| A        | Alessandro Bertolini      | Vogherese       | definitivo    |
| .        | Giovanni Bianchi          | Alleanza F.C.   | definitivo    |
| .        | Franco Gaiani             | ???             | definitivo    |
| P        | Antonio Pagnoni           | ???             | definitivo    |
| .        | Napoleone Sironi          | Ardita di Monza | definitivo    |
| .        | Pietro Turati             | ???             | definitivo    |
| A        | Guido Valli               | ???             | serv.militare |
| .        | Cesare Viganò             | ???             | definitivo    |
| A        | Carlo Villa (di Luigi)    | Pro Patria      | definitivo    |
| .        | Carlo Villa (di Domenico) | ???             | definitivo    |